# Bandai Namco Entertainment
Bandai Namco Entertainment Inc. (BNEI) — японская компания, занимающаяся разработкой и изданием видеоигр, также занимается выпуском такой продукции, как видео и музыка, связанной с имеющейся у неё интеллектуальной собственностью.
Bandai Namco Entertainment является подразделением Bandai Namco Holdings (BNHD) и специализируется на менеджменте и продажах видеоигр и связанной с ними продукции, тогда как её собственные подразделения, составляющие Bandai Namco Studios, занимаются разработкой этой продукции. Это основная компания стратегического отдела Bandai Namco Group.
Bandai Namco Entertainment образовалась в марте 2006 года в результате объединения отделов видеоигр компаний Namco и Bandai. Изначально компания носила название Namco Bandai Games, но в январе 2014 года была переименована в Bandai Namco Games, а в апреле 2015 года Bandai Namco Holdings изменило название своего подразделения, занимающегося видеоиграми, на Bandai Namco Entertainment.
В дополнение к издательским операциям в Японии Bandai Namco Games выпускает свою продукцию по всему миру через другие представительства. Bandai Namco Games America занимается изданием в Северной Америке; Bandai Namco Games Europe — в Европе; Bandai Namco Games Asia — в Азии (кроме Японии); Bandai Namco Games Australia и Bandai Namco Games New Zealand обеспечивают продажи в Океании. Штаб-квартира компании находится в Синагаве, Токио.

## История
В начале 2005 года Namco Ltd. и Bandai Co. Ltd. объявили о планах по объединению компаний. 29 сентября того же года компании официально слились, но в течение последующих шести месяцев продолжали работать независимо в подчинении у новосозданной Namco Bandai Holdings.
31 марта 2006 года видеоигровое подразделение Bandai было объединено с Namco, приведя к созданию Namco Bandai Games.
1 апреля 2008 года видеоигровое подразделение Banpresto было поглощено Namco Bandai Games. 1 апреля 2009 года Bandai Networks, занимавшаяся мобильными приложениями, была расформирована и поглощена Namco Bandai Games.
В начале 2011 года Namco Networks была поглощена Namco Bandai Games America, что объединило все операции подразделения по разработке консольных и мобильных видеоигр.
В 2010 году Namco Bandai Games вошла в Книгу рекордов Гиннесса как компания, выпустившая наибольшее число рекламных роликов для одного и того же товара — игры под названием Solatorobo: Red the Hunter для Nintendo DS. Она создала 100 версий рекламы, так как игра состоит из 100 глав
2 апреля 2012 года Namco Bandai Games отделила все свои операции по разработке игр в новую компанию под названием Namco Bandai Studios. Новое предприятие возникло из-за интереса Namco Bandai в сокращении времени разработки и улучшении сотрудничества между разрозненными студиями. В нее были выделены порядка 1000 сотрудников, уже работавших в Namco Bandai.
В марте 2013 года Namco Bandai Games открыла две новых игровых студии. Первая, Namco Bandai Studios Singapore, должна стать «ведущим центром разработки компании» в Азии и заниматься разработкой игрового контента для Азиатско-Тихоокеанского региона. Вторая студия, Namco Bandai Studios Vancouver, будет работать над созданием игр для соцсетей и разработкой игрового контента для Северной Америки и Европы. Она должна быть создана в рамках Центра цифровых медиа (CDM). В июле 2013 года Namco Bandai Partners (NBP), занимавшаяся распространением игр в регионе PAL с сентября 2012 года, вошла в Namco Bandai Games Europe (NBGE), чтобы распространение и издание игр происходили в рамках одной компании — Namco Bandai Games Europe (NBGE).
25 января 2014 года Namco Bandai Games и Namco Bandai Studios сообщили, что компании станут известны по всему миру как Bandai Namco Games и Bandai Namco Studios соответственно. Смена призвана унифицировать бренд на международном уровне (так как в Японии они уже использовали название Bandai Namco) в целях повышения «веса» и «привлекательности» названия. В декабре 2014 года компания объявила в пресс-релизе, что полное название компании будет изменено на Bandai Namco Entertainment с 1 апреля 2015 года.
В июле 2025 года компания Sony объявила о покупке акций Bandai Namco на сумму 68 млрд йен (2,5 %). В совместном пресс-релизе обе компании заявили, что будут укреплять свои позиции на рынке манги и аниме, особенно отметив аниме, где «ожидается существенный рост»

## Структура
Bandai Namco Entertainment занимается расширением бизнеса, а Bandai Namco Studios (BNSI), Bandai Namco Studios Vancouver, Bandai Namco Studios Malaysia и Bandai Namco Singapore — разработкой игр. Компании сотрудничают для предоставления продуктов и услуг по всему миру.
- Bandai Namco Entertainment — одна из основных компаний стратегического подразделения Bandai Namco. Она отвечает за всё, связанное с производством продукции — от разработки до продаж. Но с апреля 2012 года разработка всех видеоигр и связанной продукции была передана Bandai Namco Studios. Таким образом, Bandai Namco Entertainment на данный момент отвечает за планирование, издание и маркетинг продукции как внутренних студий, так и сторонних разработчиков[12].
- Bandai Namco Studios — основная студия по разработке видеоигр Bandai Namco Entertainment, расположенная в городе Токио, Япония. Кроме разработки игр, также занимается созданием связанной с принадлежащих им брендами видео- и музыкальной продукцией. Сама студия делится на несколько подстудий: Tekken Project, Project Aces и Project Soul, отвечающие за игры серий Tekken, Ace Combat и SoulCalibur соответственно.
- Bandai Namco Studios Vancouver — студия по разработке видеоигр Bandai Namco Entertainment, расположенная в городе Ванкувер, Канада.
- Bandai Namco Studios Malaysia — студия по разработке видеоигр Bandai Namco Entertainment, расположенная в городе Селангор, Малайзия.
- Bandai Namco Studios Singapore — студия по разработке видеоигр Bandai Namco Entertainment, расположенная в Сингапуре.